# Motorový vůz M 120.1
Motorové vozy řady M 120.1 (typová označení Škoda 1Mo a Škoda 2Mo) byly prvními motorovými vozy z produkce Škody Plzeň. Byly vyrobeny v počtu 11 kusů pro Československé státní dráhy v letech 1927 a 1928 pro osobní dopravu na místních tratích. Vycházely z konstrukce autobusu Škoda 550, proto se vozům řady M 120.1 (ale i jiných řad) přezdívalo „kolejový autobus“.

## Konstrukce
Jednalo se o jednosměrné dvounápravové motorové vozy lehké konstrukce. Rám vozu byl vyroben ze svařovaných ocelových podélníků, kostra vozové skříně byla dřevěná. Vozy byly vybaveny čtyřválcovým benzínovým motorem o výkonu 37 kW (prototyp) nebo 43 kW (sériové vozy), který byl umístěn v přední části pod samostatnou kapotou, a čtyřstupňovou mechanickou převodovkou. Karoserie byla téměř shodná s karoserií autobusu. Vůz byl jednosměrný, otáčení bylo zajištěno výsuvnou točnou na spodku vozu. V interiéru byly umístěny sedačky systémem 2+2 se střední uličkou. Nástup a výstup cestujících probíhal dveřmi v obou bočnicích přes stanoviště strojvedoucího, který seděl v podélné ose vozu. Vozy nebyly vybaveny WC.

## Vývoj, výroba a provoz
Prototyp této řady, vůz M 120.101 (tovární typ Škoda 1Mo), byl vyroben v roce 1927 a ČSD předán na podzim téhož roku. Dráhy jej zkoušely společně s vozem M 120.001 z ČKD nejprve na trati Hodonín – Zaječí, později na Slovensku, na trati Ostrov nad Ohří – Jáchymov a jinde. Po zkouškách byl v roce 1928 prototyp zařazen do běžného provozu v Kopidlně, později byl přeřazen do Košic.
V roce 1928 bylo vyrobeno deset sériových vozů M 120.102 až 111, které byly označeny továrním typem Škoda 2Mo, ačkoliv se od prototypu téměř nelišily (vyjma výkonnějšího motoru). Část z nich jezdila na Slovensku (okolí Košic), některé na Kladensku a v okolí Bohumína. Zrušeny byly ve druhé polovině 30. let 20. století. Dva vozy (M 120.103 a 104) převzaly v roce 1939 po obsazení jižního Slovenska maďarské dráhy, které je provozovaly až do roku 1949.